# Das Vermächtnis des Inka (Film)
Das Vermächtnis des Inka ist ein Abenteuerfilm aus dem Jahr 1965. Die Produktion aus der Reihe der deutschen Karl-May-Filme entstand unter der Regie von Georg Marischka.

## Handlung
Gerade als der Inkakönig Tahuca den Brüdern Jan und Karl Hansen mitteilt, dass er seinen Sohn Haukaropora in die Hauptstadt der Weißen schicken will, um ihm dort eine Ausbildung zu ermöglichen, wird er vom Banditen Gambusino ermordet. Der stiehlt auch noch einen Teil eines Quipu, einer alten Knotenschnur, die den verschlüsselten Weg zum sagenhaften Inkaschatz beinhaltet. Der Priester Anciano hält die Hansen-Brüder für die Mörder, schwört den Weißen ewige Rache und kümmert sich von nun an selbst um die Ausbildung des letzten Inkas.
Zehn Jahre später ist die Ausbildung Haukaroporas beendet. Der Gambusino und sein Helfershelfer, der Stierkämpfer Perillo, unterstützen die Pläne Ancianos, die Regierung umzustürzen und Haukaropora als neuen Inkakönig einzusetzen. Sie hoffen, so leichter an das immer noch nicht gefundene Inkagold heranzukommen. Nun kehrt Karl Hansen zurück und erhält von Präsident Castillo den Auftrag, im Konflikt zu vermitteln, obwohl ihn Verschwörer in der Regierung des Mordes am alten Inkakönig bezichtigen. Doch Castillo vertraut Karl Hansen, den die Bevölkerung unter dem Namen „Vater Jaguar“ kennt.
Auf dem Weg zu Anciano wird Jaguar von Gambusino verfolgt, erhält aber Hilfe von seiner Nichte Graziella und dem deutschen Professor Morgenstern mit dessen Gehilfen Fritze Kiesewetter. Beide sind mit dem verlausten „Indio“ Don Parmesan als Führer eigentlich auf der Suche nach Fossilien, als sie unversehens in den Konflikt hineingeraten. Professor Morgenstern wird sogar für den verschollenen Obersten Glotino gehalten und findet eher nebenbei ein verstecktes Waffenlager der Rebellen. Die Behausung der Waffen stellt sich dann als Panzer eines ausgestorbenen Riesengürteltieres heraus.
Graziella trifft den Inkaprinzen Haukaropora, sie beginnen sich zu mögen, und Graziella kann ihn überzeugen, dass eine Neuauflage des alten Inkareiches aussichtslos ist. Der alte Priester Anciano will jedoch Haukaropora in der alten Inka-Bergfestung Machu Picchu unbedingt zum Inkakönig krönen und damit das Startsignal zum Aufstand geben. Dort trifft Vater Jaguar erneut auf Gambusino, erkennt in ihm den Mörder nicht nur des alten Inkakönigs, sondern auch seines Bruders und kann ihn nach heftigem Kampf töten. Während der Krönungszeremonie von Haukaropora wirft dieser seine Federkrone in den Abgrund und verdeutlicht damit, dass er den Frieden will. Die aufgebrachten Indianer töten Haukaropora, und die letzte Hoffnung auf ein erneutes Inkareich ist damit vorbei.

## Produktion
Nachdem Georg Marischka sich bei Artur Brauner vergeblich um die Verfilmung des erfolgreichen Romans bemüht hatte, gründete er zusammen mit seinem Bruder eine eigene Filmfirma, um das Projekt doch noch zu realisieren. Da Karl-May-Filme als Erfolgsgarantie galten, hatte Produzent Franz Marischka keine Probleme, mit Hilfe von Carl Szokoll und der Wiener Stadthalle die nötigen Kredite aufzutreiben und in der Nora-Filmverleih einen Filmverleih zu finden.
Der Film wurde zum Teil an Originalschauplätzen in Peru, darunter bei Machu Picchu, zum anderen Teil in Bulgarien im Naturpark bei Belogratschik gedreht. Für den völlig unbekannten Hauptdarsteller William Rothlein entschied sich Franz Marischka, weil er ihm zu Unrecht von einem amerikanischen Freund als Modell und Lover Salvador Dalís, der dann auch das Filmplakat malen werde, empfohlen wurde. Auch die weibliche Hauptrolle mit der Israelin Geula Nuni erhielt eine bis dahin wenig bekannte Schauspielerin.
Lange Zeit wurde angenommen, die Filmmusik wäre für einen Italowestern komponiert und hier erneut verwendet worden. Tatsächlich tauchte vor einigen Jahren die Originalpartitur Lavagninos auf, die eindeutig mit "Viva Gringo" (der internationale Titel) überschrieben ist. Die vage Betitelung der einzelnen Stücke und die teilweise Wiederholung legt nahe, dass Lavagnino nur nach grober Angabe und ohne Ansicht des (wahrscheinlich noch nicht fertig geschnittenen Films) komponierte und die fertigen Bänder (wie von Marischka geschildert) dem Film angepasst wurden.
Auf Filmplakaten wird fälschlich angegeben, dass der Old Shatterhand-Komponist Riz Ortolani die Musik komponiert habe, das war jedoch nur in der Vorplanung beabsichtigt und wurde nicht beibehalten.
Die Welturaufführung fand am 21. August 1965 in Peru statt, die deutsche Premiere am 9. April 1966 im Stachus-Filmpalast in München.
Nach der von der Presse wenig kommentierten Uraufführung hielt sich das Publikumsinteresse an dem Film in Grenzen. Franz Marischka bemerkte dazu:

„Als ich am Dienstag nach den Feiertagen die Besucherzahlen bekam, dachte ich, der Verleih erlaube sich einen Scherz mit mir, so erschreckend niedrig waren sie.“

Bald darauf musste die Franz-Marischka-Film Konkurs anmelden. Der finanzielle Misserfolg des Films beschleunigte das Ende der Karl-May-Filme.
Die deutsche und die internationale Schnittfassung unterscheiden sich an zahllosen Stellen in der Länge der einzelnen Szenen und Wahl der Einstellungen.

## Kritiken
„Aus dem deutschen Darsteller-Reservoir wirken Walter Giller und Heinz Erhardt mit. Sie bleiben Fremdkörper im Geschehen. Was sich sonst noch darstellerisch betätigt, ist verschiedentlich vom Hauch der österreichischen Schmiere angeweht. Immerhin ein imponierender Versuch, das Schema der gängigen Karl-May-Verfilmungen zu durchbrechen.“

„Das Beste an dem Film sind seine komischen Einsprengsel. Marischka besann sich auf allerhand filmische Tricks (Zeitraffer, Kreisblende), um den Humor optisch zu festigen. Ein sehr sehenswerter Karl-May-Film.“

„Mit Erfolg sucht Georg Marischka einen Weg abseits der doch schon recht ausgetretenen Pfade der bisherigen Filme. Er hält sich recht eng an den Roman, sucht sich die Landschaft, die er braucht, im alten Inkareich Peru, in Spanien und Bulgarien und gibt damit eine großartige Kulisse zu einem Geschehen, in dem Spannung groß geschrieben wird. Prächtig die Farben. aufgelockert und temperamentvoll das Spiel aller Darsteller, bemerkenswert der Mut zum tragischen Ende. Einer der besten und spannendsten Filme der Karl-May-Serie, auch ohne die Routinegesichter Pierre Brice und Lex Barker.“

„Sehr viel primitiver und schlechter kann die Karl-May-Serie nun kaum mehr werden. Sie ist bereits auf dem Niveau der minderwertigsten Maciste-Filme angelangt.“

„DAS VERMÄCHTNIS DES INKA ist der beste bisher gedrehte Karl-May-Film und zweifellos eine der gelungensten kommerziellen deutschen Nachkriegsproduktionen.“

„Der in jeder Beziehung großzügige Aufwand und die sicher nicht billigen Aufnahmen in Peru, Spanien und Bulgarien stehen in keinem Verhältnis zum Ergebnis. Doch kann man sich in den wilden Schluchten den Inka-Reiches und bei dem Duell zwischen Gut und Böse, zwischen Weiß und Rot durchaus wohl fühlen. Guy Madison ist ein prachtvoll sehniger Jaguar und Rik Battaglia ein Perillo von Format. Die zwölfjährigen und die großen Kinder im Parkett lesen auch diesen optischen Karl May munter von der Leinwand herunter, auch wenn dieser May 39 nicht das beste Vermächtnis des unsterblichen Romantikers ist.“

„Recht geschickt zurechtgestutzte Filmfassung des bekannten Romans von Karl May, die durch einige neue Darsteller und Außenaufnahmen an den südamerikanischen Inkastätten die Gleichförmigkeit der Serie abzustoppen sucht.“

„Ein Schuß in den Ofen.“

„DAS VERMÄCHTNIS DES INKA ist vermutlich der Karl-May-Film, der am meisten unterschätzt wird. […] Auf heutige Betrachter, die nicht von vornherein Lex Barker und Pierre Brice erwarten, wirkt er erstaunlich modern und frisch.“

„Sehr freie, unbedarfte Verfilmung eines weniger bekannten Romans von Karl May, der eine verworren-fantastische Abenteuergeschichte aus Peru erzählt.“